# Heather Oakes
Heather Oakes (geb. Hunte; * 14. August 1959 in London) ist eine ehemalige britische Sprinterin.
Bei den Olympischen Spielen 1980 in Moskau gewann sie als Startläuferin der britischen 4-mal-100-Meter-Staffel gemeinsam mit Kathy Smallwood-Cook, Beverley Goddard und Sonia Lannaman die Bronzemedaille hinter den Mannschaften aus der DDR und der Sowjetunion. Eine weitere olympische Bronzemedaille in der Staffel holte sie 1984 in Los Angeles hinter den Teams aus den Vereinigten Staaten und Kanada. Dieses Mal war Oakes Schlussläuferin hinter Simmone Jacobs, Kathy Cook und Beverley Goddard.
Weitere internationale Erfolge feierte sie als Silbermedaillengewinnerin im 60-Meter-Lauf bei den Leichtathletik-Hallenweltspielen 1985 in Paris sowie für England startend als Siegerin im 100-Meter-Lauf und in der 4-mal-100-Meter-Staffel bei den Commonwealth Games 1986 in Edinburgh.
Heather Oakes ist 1,63 m groß und wog in ihrer aktiven Zeit 64 kg. Sie startete für den Haringey Athletic Club. Ihr Ehemann Gary Oakes gewann bei den Olympischen Spielen 1980 die Bronzemedaille im 400-Meter-Hürdenlauf.